# Pistolet FEG P9
FEG P9 – węgierski pistolet samopowtarzalny produkowany przez zakłady Femaru Fegyver es Gepgyar (FEG) w Budapeszcie. Klon pistoletu FN BHP.

## Historia konstrukcji
Pod koniec lat siedemdziesiątych w węgierskich zakładach FEG rozpoczęto przygotowania do produkcji nowego pistoletu samopowtarzalnego kalibru 9 x 19 mm Parabellum. Nie była to nowa konstrukcja, ale kopia pistoletu FN Browning High Power, a dokładnie jego wersji Vigilante.
Nowy pistolet miał być sprzedawany na rynkach zachodnich. Wybór Browninga HP nie był przypadkowy. Ten produkowany od 1935 roku pistolet nadal cieszył się sporym powodzeniem na rynku, a jednocześnie nie był już obwarowany patentami.
W 1982 roku rozpoczęto produkcję pistoletu P9. Wkrótce potem pojawiły się zmodyfikowane wersje oznaczone FP9 i P9M. Na początku lat dziewięćdziesiątych opracowano także sportową wersję pistoletu P9 oznaczoną jako P9L.
Ponieważ marka FEG była słabo znana na rynku europejskim FEG nawiązał współpracę z niemiecką firmą Mauser Werke Gmbh. Sprzedawała ona pistolety P9 jako Mauser 80 SA i P9L jako Mauser 80 SA Sport. Później pistolety P9 były sprzedawane także za pośrednictwem firmy Kettner (jako M80). 
Pod koniec lat dziewięćdziesiątych popularność Browninga HP i jego klonów zaczęła słabnąć. Było to spowodowane pojawieniem się na rynku nowych modeli pistoletów określanych jako "cudowne dziewiątki". Miały one kaliber 9 mm, były one wyposażone w pojemne magazynki i posiadały mechanizmy spustowe z samonapinaniem kurka. Dlatego po rozpoczęciu produkcji pistoletu P9R produkcję pistoletu P9 zakończono.

## Wersje
- P9 (Mauser 80 SA, M80) – kopia FN BHP "Vigilante"
- FP9 - wersja wyposażona w szynę wentylacyjną nad zamkiem. W późniejszych seriach tej wersji zmieniono także kształt kurka i dźwigni zatrzasku zamka.
- P9M - zmodernizowana wersja P9 wyposażona w przyrządy celownicze z systemem trzech punktów, kurek, dźwignię zatrzasku zamka o nowym kształcie. Zmieniono także (wydłużono) dźwignię bezpiecznika.
- P9L (Mauser 80 SA Sport) - wersja sportowa (IPSC). Wersja z dłuższą lufą wyposażoną w obciążnik, regulowanymi przyrządami celowniczymi i powiększonym przyciskiem zwalniania magazynka.

## Opis konstrukcji
Pistolet P9 działa na zasadzie krótkiego odrzutu lufy, zamek ryglowany przez przekoszenie lufy. Połączenie lufy z zamkiem w położeniu zaryglowanym zapewniają dwa występy ryglowe wchodzące w wyżłobienia w zamku. Odryglowanie zapewnia występ odryglowujący lufy współpracujący z odpowiednio ukształtowanym wkładem umieszczonym w szkielecie. Mechanizm spustowo-uderzeniowy kurkowy bez samonapinania (SA). Broń posiada bezpiecznik zewnętrzny (dźwignia po lewej stronie szkieletu). Dodatkowym zabezpieczeniem jest bezpiecznik magazynkowy (przy wyjętym magazynku ściąganie spustu nie zwalnia kurka). Po wystrzeleniu ostatniego naboju z magazynka zamek zatrzymuje się w tylnym położeniu na zaczepie zamka. P9 posiada stałe przyrządy celownicze składające się z muszki i szczerbinki. Magazynek 13 nabojowy, dwurzędowy z jednorzędowym wyprowadzeniem.